# Пионтковский, Андрей Антонович
Андрей Антонович Пионтковский (1862—1915) — русский правовед, специалист по уголовному праву.

## Биография
Родился в 1862 году в Тираспольском уезде Херсонской губернии. Потомственный почетный гражданин.
В 1881 году окончил Ришельевскую гимназию в Одессе, в 1885 году — юридический факультет Новороссийского университета.
Первоначально занимался адвокатурой — помощником присяжного поверенного. Затем до конца 1887 года состоял кандидатом на судебные должности при Одесском окружном суде, а в 1888 году занимал должности секретаря при прокуроре и секретаря окружного суда Варшавской судебной палаты. В январе 1889 года был утверждён профессорским стипендиатом при Новороссийском университете по кафедре уголовного права. В 1891 году сдал магистерские экзамены и был допущен к чтению лекций в качестве приват-доцента. В этом же году принят в число присяжных поверенных округа Одесской судебной палаты. В январе 1892 года Пионтковский выехал на стажировку за границу, в том числе в Марбургский университет, где посещал семинары профессора Листа.
Вернувшись в середине 1894 года в Россию, он возобновил чтение лекций в Новороссийском университете и в конце года был удостоен учёной степени магистра  уголовного права за диссертацию «Об условном осуждении или системе испытания».
С марта 1895 года состоял экстраординарным профессором уголовного права и судопроизводства в Демидовском юридическом лицее, а в январе 1899 года занял такую же кафедру в Казанском университете. В 1900 году он был удостоен степени доктора уголовного права за сочинение «Условное освобождение», в котором институт условного освобождения рассматривал с позиций гуманизма и веры в человеческую личность. В конце января 1901 года был утверждён в должности ординарного профессора. Также в 1899—1905 годах Пионтковский был секретарём юридического факультета; одновременно, с февраля 1908 года он был редактором «Учёных записок Казанского университета».
В марте 1914 года избран деканом юридического факультета Казанского университета. Скончался скоропостижно.
Был сторонником социологического направления в уголовном праве, исходя из того, что преступление — сложный результат физиологических, социальных и индивидуальных факторов. Одним из первых теоретически обосновал необходимость условного осуждения и условно-досрочного освобождения.
Отец правоведа Андрея Пионтковского (1898—1973) и историка Сергея Пионтковского (1891—1937), дед политолога Андрея Пионтковского (род. 1940).

## Труды
Главные труды Пионтковского:
- О новой редакции 968 ст. уст. угол. суд // Юридический Вестник. — 1889.
- «Об уголовной давности» (Одесса, 1891)
- «Тюрьмоведение, его предмет, задачи и значение» (ib., 1892)
- «Об условном осуждении или системе испытания. Уголовно-политическое исследование» (ibid., 1894)
- «Условное осуждение в Норвегии» (ib., 1895)
- «Уголовная политика и условное осуждение» (ibid., 1895)
- «Наука уголовного права» (Ярославль, 1896)
- «Исправительно-воспитательные институты в Северной Америке» (ibid., 1897)
- Новый закон об условном осуждении в Швейцарии // Журнал Министерства Юстиций. — 1898.
- Условное осуждение и проект нашего уголовного уложения. — Право, 1896.
- Неопределённые приговоры по проекту норвежского уголовного уложения. — Право, 1899.
- «Условное освобождение. Уголовно-политическое исследование» (Казань, 1900).
- Условное осуждение в Германии. — Право, 1902.
- Новые законы об условном осуждении в Швейцарии // Журнал Министерства Юстиций. — 1902.
- Результаты применения условного осуждения // Журнал Министерства Юстиций. — 1902.
- De l'importance, que doivent avoir dans la loi penale les elements psychiques du crime en comparaison avec ses consequences materielles // Bulletin du IX-e Congres de l'Union internationale de droit penal. — № 5.
- Роль алкоголизма в этиологии преступлений // Журнал Министерства Юстиций. — 1903.
- Дисциплинарные взыскания в карательных учреждениях // Журнал Министерства Юстиций. — 1904.
- Библиографическая статья и заметки в Временнике Демидовского юридического лицея за 1895 - 1899 годы.

В «Bulletin de la commission penitentiaire internationale» за 1905 год помещён доклад Пионтковского по вопросам «Quelle est dans les divers pays l’influence reconnue de l’alcoolisme sur la criminalite? A quels moyens speciaux y a-t-il lieu de recourir a l’egard des condamnes en general pour combattre l’alcoolisme?»; в «Трудах русской группы международного союза криминалистов» — доклады об условном осуждении и условном освобождении (на русском и французском языках).